# San Giorgio a Liri
San Giorgio a Liri är en ort och kommun i provinsen Frosinone i regionen Lazio i Italien. Kommunen hade 3 145 invånare (2018).